# MLEC
MLEC (англ. Malectin) – білок, який кодується однойменним геном, розташованим у людей на 12-й хромосомі. Довжина поліпептидного ланцюга білка становить 292 амінокислот, а молекулярна маса — 32 234.
| 10         |  | 20         |  | 30         |  | 40         |  | 50         |
| ---------- |  | ---------- |  | ---------- |  | ---------- |  | ---------- |
| MLGAWAVEGT |  | AVALLRLLLL |  | LLPPAIRGPG |  | LGVAGVAGAA |  | GAGLPESVIW |
| AVNAGGEAHV |  | DVHGIHFRKD |  | PLEGRVGRAS |  | DYGMKLPILR |  | SNPEDQILYQ |
| TERYNEETFG |  | YEVPIKEEGD |  | YVLVLKFAEV |  | YFAQSQQKVF |  | DVRLNGHVVV |
| KDLDIFDRVG |  | HSTAHDEIIP |  | MSIRKGKLSV |  | QGEVSTFTGK |  | LYIEFVKGYY |
| DNPKVCALYI |  | MAGTVDDVPK |  | LQPHPGLEKK |  | EEEEEEEEYD |  | EGSNLKKQTN |
| KNRVQSGPRT |  | PNPYASDNSS |  | LMFPILVAFG |  | VFIPTLFCLC |  | RL         |

A: Аланін

C: Цистеїн

D: Аспарагінова кислота

E: Глутамінова кислота

F: Фенілаланін

G: Гліцин

H: Гістидин

I: Ізолейцин

K: Лізин

L: Лейцин

M: Метіонін

N: Аспарагін

P: Пролін

Q: Глутамін

R: Аргінін

S: Серин

T: Треонін

V: Валін

W: Триптофан

Задіяний у такому біологічному процесі, як вуглеводний обмін. 
Локалізований у мембрані, ендоплазматичному ретикулумі.